# Marathon van Turijn 2008

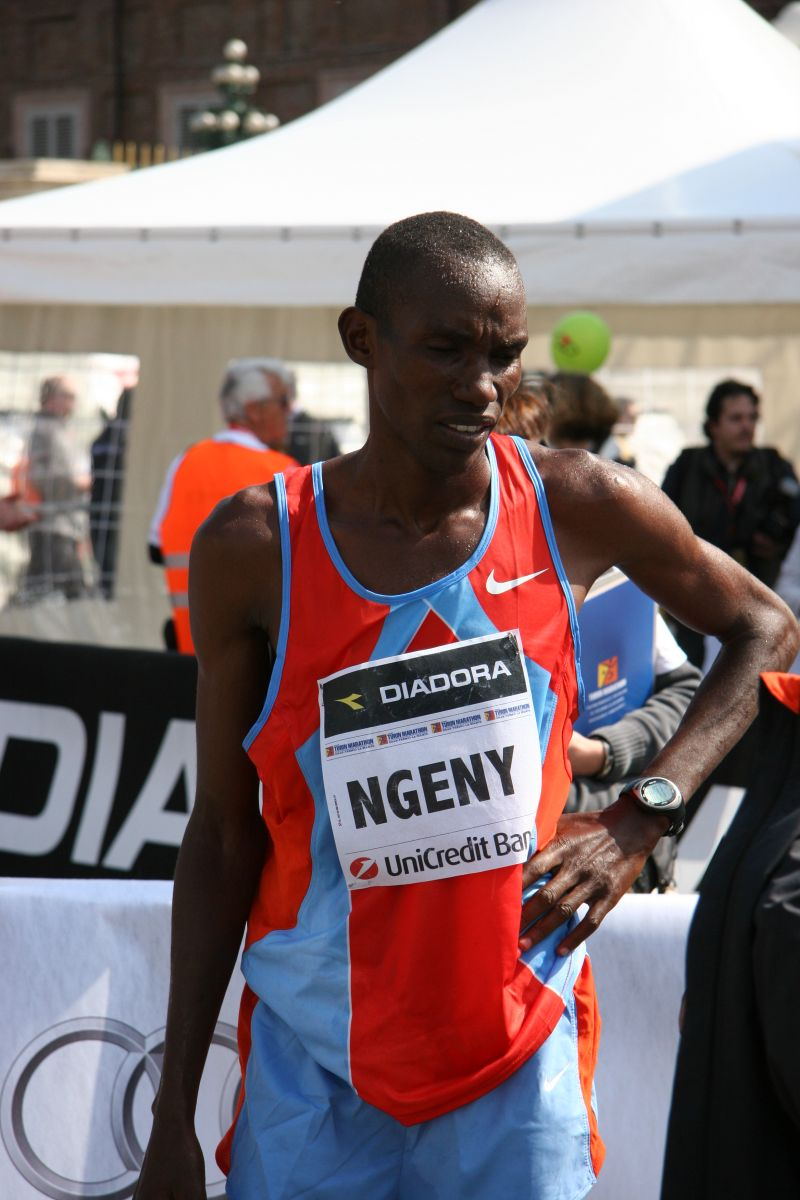
Joseph Ngeny bij de marathon van Turijn in 2008

De marathon van Turijn 2008 vond plaats op zondag 13 april 2008. Het was de 22e editie van deze marathon. In totaal finishten 1775 lopers de wedstrijd.
Bij de mannen was de Keniaan Stephen Kibiwot het snelste in 2:10.13. Hij bleef de Oekraïner slechts Oleksandr Sitkovsky vijf seconden voor. Bij de vrouwen won Vicenza Sicari de wedstrijd. Zij had wel een ruime voorsprong op de nummer twee.

## Uitslagen

### Mannen
| rang   | naam                | land | tijd    |
| ------ | ------------------- | ---- | ------- |
| Goud   | Stephen Kibiwot     | KEN  | 2:10.13 |
| Zilver | Oleksandr Sitkovsky | UKR  | 2:10.18 |
| Brons  | Joseph Lamala       | KEN  | 2:10.22 |
| 4      | John Komen          | KEN  | 2:10.25 |
| 5      | Vasyl Matviychuk    | UKR  | 2:10.36 |
| 6      | Andreev Grigoriy    | RUS  | 2:11.01 |
| 7      | Joseph Ngeny        | KEN  | 2:11.39 |
| 8      | Philemon Tarbei     | KEN  | 2:11.50 |
| 9      | Daniel Limo         | KEN  | 2:12.34 |
| 10     | Teshome Gelana      | ETH  | 2:13.32 |

### Vrouwen
| rang   | naam              | land | tijd    |
| ------ | ----------------- | ---- | ------- |
| Goud   | Vicenza Sicari    | ITA  | 2:29.51 |
| Zilver | Catherine Kirui   | KEN  | 2:35.12 |
| Brons  | Oksana Sklyarenko | UKR  | 2:36.14 |
| 4      | Elisa Desco       | ITA  | 2:36.54 |
| 5      | Petra Teveli      | HON  | 2:37.27 |
| 6      | Hadish Negash     | ETH  | 2:42.20 |
| 7      | Shebire Fisseha   | ETH  | 2:50.45 |
| 8      | Sara Ferroglia    | ITA  | 2:54.27 |
| 9      | Loretta Giarda    | ITA  | 2:55.59 |
| 10     | Frederica Viano   | ITA  | 3:00.33 |

1974 ·
1975 ·
1976 ·
1977 ·
1978 ·
1979 ·
1980 ·
1981 ·
1982 ·
1983 ·
1984 ·
1985 ·
1986 ·
1987 ·
1988 ·
1989 ·
1990 ·
1991 ·
1992 ·
1993 ·
1994 ·
1995 ·
1996 ·
1997 ·
1998 ·
1999 ·
2000 ·
2001 ·
2002 ·
2003 ·
2004 ·
2005 ·
2006 ·
2007 ·
2008 ·
2009 ·
2010 ·
2011 ·
2012 ·
2013 ·
2014 ·
2015 ·
2016 ·
2017